# Szacsúr
Szacsúr (szlovákul: Sačurov) község Szlovákiában, az Eperjesi kerületben, a Varannói járásban.

## Fekvése
Varannótól 7 km-re délre, a Tapoly jobb oldalán található.

## Története
A település egykerekű malma a források szerint már a 14. századtól működött. A település első írásos említése 1402-ből származik, amikor „Zachyur” alakban említik. Az oklevél a régebbi birtokos Aba nemzetség és az új birtokos Rozgonyiak közötti birtokmegosztást rögzíti. A 15. és 16. században a Rozgonyiak a falu északi részét birtokolják. 1438-ban 17 házat számláltak a faluban, mely közül öt lakatlan volt. 1438-ban a Czudar család, 1493-ban Tarczai János szerez birtokot a településen. 1600-ban 24 ház – közülük kettő a soltészé volt –, a régi templom az evangélikusok birtokában, valamint a plébánia és az iskolának kijelölt épület állt Szacsúron. Ezzel ebben az időben a nagyobb falvak közé tartozott.
A 18. század végén Vályi András így ír róla: „SZACSUR. Tót falu Zemplén Várm. földes Urai több Uraságok, lakosai katolikusok, és ó hitüek, fekszik Széts Polyánkának szomszédságában, Varannóhoz egy, Gálszécshez pedig 1 1/4 mértföldnyire; határja 3 nyomásbéli; némelly része térséges, egyébaránt gödrös, agyagos, zabot leginkább, gabonát középszerűen terem; erdeje kitsin, malma van, szénával bővelkedik, midőn Taplya vize meg nem károsíttya; leginkább marhákat nevelnek, piatzok Kassán 5 1/2 mértföldnyire.”
1831-ben kolerajárvány pusztított, melynek Szacsúron 70 áldozata volt.
Fényes Elek 1851-ben kiadott geográfiai szótárában így ír a faluról: „Szacsur, Szacsurov, orosz-tót falu, Zemplén vmegyében, rónaságon, Ujhelyből Galicziába és Sárosba vezető országutban, Eperjeshez 4 mfdnyire, 480 gör., 390 romai kathol., 20 evang., 20 ref. és 140 zsidó lak., gör. és rom. kath. plebániával. Határa 5000 hold, mellyből tölgyes és égerfás erdő 600 h., szántóföld 2000 h., rét 1700 h., legelő 500 h., a többi beltelek és haszonvehetlen tér. – Egész urbéri telek 40 4/8, melly után szántóföld 960 h., rét 350 h., a többi majorság. Földe agyagos és sovány ugyan, de jó mivelés mellett minden gabonanemet megterem. Rétjei a Tapoly folyó mentiben jók; ezenkivül van még egy dávidvágási patak a helységet keresztül futó, 3 csinos nemesudvar, 2 szeszgyár. Birják: Sós Tamás és Klára, Némethy Gábor, Szirmay Ferencz.”
A lakosság száma a járvány ellenére az 1860-as évek elején ezer fölé emelkedett. 1865-ben a község területe 3670 katasztrális hold, ebből 2004 hold szántó, 807 hold rét, 285 hold legelő és 360 hold erdő volt. 214 hold állt parlagon. 6 nagyobb gazda és 130 kisbirtokos család élt a településen.
Borovszky Samu monográfiasorozatának Zemplén vármegyét tárgyaló része szerint: „Szacsur, tapolymenti tót kisközség. Van 199 háza és 1115, nagyobbára gör. kath. vallású lakosa. Először 1402-ben találkozunk vele Zachur alakban, a mikor Rozgonyi Lászlót iktatják a részeibe. 1438-ban a Soósok is részt kapnak benne s ez időtájt birtokosa az Álmosdi Csire család is. 1458-ban a Czudarok és Rozgonyiak a nótázott Sóvári Soósok részeit is megkapják. 1493-ban Tárczai Jánost iktatják egy itteni birtokrészbe. 1585-ben Varannó tartozéka s 1598-ban, az akkori összeírás Rákóczy Ferenczet, Báthory Istvánt, az Almásyakat, Soós Istvánt és Soós Imre özvegyét említi birtokosaiul. Ezután a Bercsényieknek és Divényieknek, a XVII. században meg a Homonnai Drugetheknek is van benne részük. Ezek utódai a Soós, gróf Forgách, báró Perényi, Fáy, Károlyi, Berthóty, Vladár, Lipthay és Keller családok. Most Stépán Gábornénak és a Péchy testvéreknek van itt nagyobb birtokuk s az utóbbiaknak régi kúriájuk, melyet az Almásyak építtettek. Ez később a Soóséké lett, azután gróf Andrássy Manóé és csere útján került a Péchyek birtokába. A községet 1663-ban a pestis látogatta. Lakosai hitel- és fogyasztási szövetkezetet tartanak fenn. Két temploma közül a római katholikus 1780-ban s a görög katholikus 1760-ban épült.”
A trianoni diktátumig Zemplén vármegye Varannói járásához tartozott.

## Népessége
| Év:            | 1994. | 2004.   | 2014.    | 2024.    |
| -------------- | ----- | ------- | -------- | -------- |
| Emberek száma: | 1849  | 2008    | 2338     | 2610     |
| Eltérés:       |       | +8,59 % | +16,43 % | +11,63 % |

| Év:            | 2023. | 2024.   |
| -------------- | ----- | ------- |
| Emberek száma: | 2569  | 2610    |
| Eltérés:       |       | +1,59 % |

1880-ban 1063 lakosából 27 magyar és 921 szlovák anyanyelvű volt.
1890-ben 1155 lakosából 1 ruszin, 21 magyar, 51 német, 1064 szlovák és 18 egyéb anyanyelvű volt.
1900-ban 1115 lakosából 33 magyar és 1079 szlovák anyanyelvű volt.
1910-ben 1144 lakosából 37 német, 49 magyar, 965 szlovák és 93 egyéb anyanyelvű volt.
1921-ben 1183 lakosából 21 magyar és 831 csehszlovák volt.
1930-ban 1242 lakosából 2 német, 7 ruszin, 8 magyar, 17 zsidó, 1167 csehszlovák, 9 egyéb nemzetiségű és 32 állampolgárság nélküli volt. Ebből 657 görög katolikus, 541 római katolikus, 39 izraelita, 4 evangélikus és 1 egyéb vallású.
2001-ben 1802 lakosából 1769 szlovák és 31 cigány volt.
2001-ben 1962 lakosából 1728 szlovák és 202 cigány volt.
2011-ben 2230 lakosából 1722 szlovák és 389 cigány.

## Nevezetességei
- Görögkatolikus temploma 1709-ben épült a Védelmező Szűzanya tiszteletére. Műkincsei közül kiemelkedik két 18. századi ezüstkehely.
- Római katolikus temploma 1769-ben épült Jézus Szentséges Szíve tiszteletére, későbarokk stílusban.

## Neves személyek
- Itt született 1848-ban Jekelfalussy Lajos magyar katonatiszt, honvédelmi miniszter a második Wekerle-kormányban.
- Itt született 1935-ben Štefan Kasarda szlovák író és drámaíró. Mikuláš Kasarda költő unokaöccse, és az író és drámaíró, Martin Kasarda apja.